# Tomáš Huk
Tomáš Huk (* 22. prosince 1994, Košice) je slovenský obránce, od roku 2016 působí v DAC Dunajská Streda. Hraje na pozici stopera (středního obránce), alternativně může nastoupit na postu defenzivního záložníka.

## Klubová kariéra
Svoji fotbalovou kariéru začal v MFK Košice, kde se v roce 2012 dostal do prvního týmu. V sezóně 2013/14 vyhrál s Košicemi slovenský fotbalový pohár, ve finále jeho mužstvo porazilo ŠK Slovan Bratislava 2:1.
V únoru 2016 jej získal klub DAC Dunajská Streda.

## Reprezentační kariéra
Nastupoval za některé slovenské mládežnické reprezentace včetně U21.
Trenér Pavel Hapal jej zařadil do 23členné nominace na Mistrovství Evropy hráčů do 21 let 2017 v Polsku.
V lednu 2017 jej trenér Ján Kozák nominoval do slovenské reprezentace složené převážně z ligového výběru pro soustředění ve Spojených arabských emirátech, kde mužstvo Slovenska čekaly přípravné zápasy s Ugandou a Švédskem. Debutoval 8. ledna v Abú Zabí proti Ugandě (porážka 1:3) a byl i u vysoké prohry 0:6 12. ledna proti Švédsku.